# International Chiba Ekiden

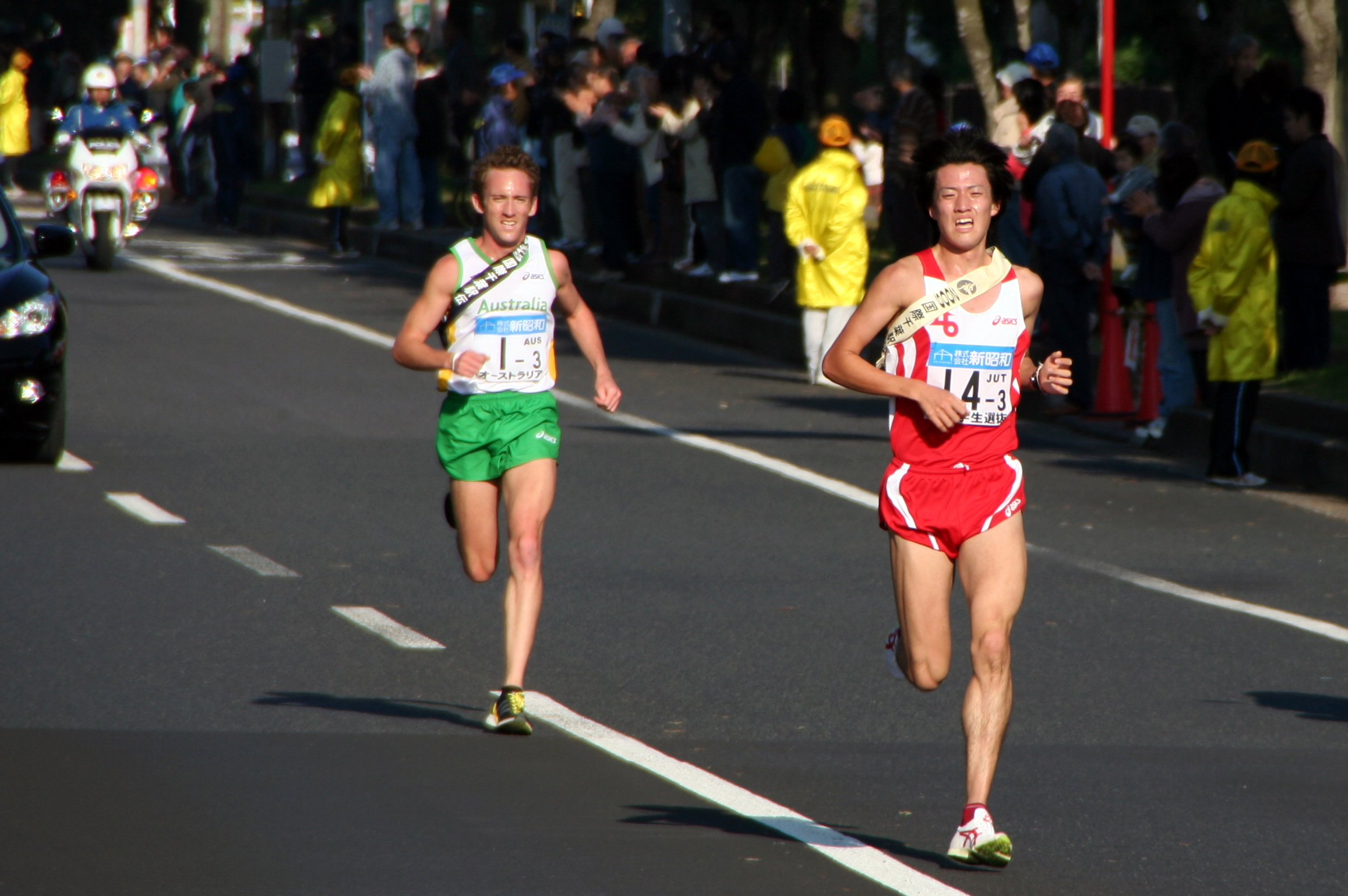
International Chiba Ekiden 2009

Der International Chiba Ekiden (vollständig japanisch 青木半治杯 国際千葉駅伝, englisch Hanji Aoki Cup International Chiba Ekiden) war ein Langstrecken-Staffellauf (Ekiden) für Nationalteams, der von 1988 bis 2014 jährlich in Chiba ausgetragen wurde.

## Überblick
Der Chiba Ekiden wurde erstmals 1988 ausgetragen und war gleichzeitig das Abschiedsrennen von Toshihiko Seko. Nach der zweiten Ausrichtung 1990 fand der Wettbewerb jährlich statt, Austragungsdatum war ab 1992 der Tag des Dankes für die Arbeit am 23. oder 24. November. Bis 2007 existierten getrennte Wettbewerbe für Männer und Frauen, danach wurde ein Mixed-Rennen ausgetragen. Die Streckenlängen entsprachen der Marathondistanz von 42,195 km, wobei sie bei den Männern bis 2004 in fünf Etappen mit den Streckenlängen 10 km – 5 km – 10 km – 5 km – 12,195 km eingeteilt war und bei den Frauen in sechs Etappen mit den Längen 10 km – 5 km – 10 km – 5 km – 4,767 km – 7,428 km (bis 1997 am Schluss 5,195 km – 7 km). In den Jahren 2005 und 2006 absolvierten Männer und Frauen sechs Abschnitte, wobei diese mit 5 km – 10 km – 5 km – 10 km – 5 km – 7,195 km nun der vom Weltleichtathletikverband IAAF als Weltrekordsdiziplin anerkannten Straßenstaffel entsprachen. Ab der Einführung des Mixed-Formats 2007 wurden die Etappen in der Reihenfolge 5 km – 5 km – 10 km – 5 km – 10 km – 7,195 km gelaufen, die Männer übernahmen dabei die Abschnitte 1, 3 und 5 und die Frauen die Abschnitte 2, 4 und 6.
Start und Ziel befanden sich im Chiba Sports Center Athletics Stadium. 2015 wurde die Veranstaltung vom Japanischen Leichtathletikverband eingestellt, begründet wurde dies mit der gesunkenen Bedeutung des Wettbewerbes.

## Statistik

### Siegerlisten
Sich nicht aus den verlinkten Quellen ergebende Teilnehmer sind der Datenbank der Association of Road Racing Statisticians entnommen.
| Datum         | 1. Platz                                                                                               | Zeit         | 2. Platz                                                                                       | Zeit      | 3. Platz | Zeit      |
| ------------- | --- | ------------ | ---------------------------------------------------------------------------------------------- | --------- | --- | --------- |
| 18. Dez. 1988 | ÄthiopienDebebe Demisse Bekele Debele Bidelu Kibret Addis Abebe Abebe Mekonnen                         | 1:59:41 h    | AustralienAndrew Lloyd Malcolm Norwood John Andrews Patrick Carroll Brad Camp                  | 2:00:14 h | JapanToshiyuki Hayata Kenji Ayabe Hisatoshi Shintaku Kazuya Wakakura Toshihiko Seko                           | 2:00:17 h |
| 16. Dez. 1990 | JapanToshiyuki Hayata Katsuhito Kumagai Masayuki Nishi Haruo Urata Takeharu Honda                      | 2:00:14 h    | MexikoIsaac García Pablo Cerón Germán Silva Mauricio Hernández Dionicio Cerón                  | 2:00:14 h | TansaniaAndrea Sambu Sipe Juma Mnyampanda Boay Akonay Petro Meta Nada Saktay                                  | 2:01:04 h |
| 15. Dez. 1991 | AustralienAndrew Lloyd Rod Higgins Malcolm Norwood Paul Arthur Steve Moneghetti                        | 1:58:46 h    | ÄthiopienNigussu Urge Haile Gebrselassie Fekadu Degefu Abraham Assefa Chala Kelile             | 1:59:08 h | BrasilienJohni Regis Pazin Luis Ibarra Luíz Antônio dos Santos Roberto Pedro Días Geraldo de Assis            | 2:00:04 h |
| 23. Nov. 1992 | AustralienPatrick Carroll Shaun Creighton Malcolm Norwood Julian Paynter Steve Moneghetti              | 2:00:00 h    | BurundiAloÿs Nizigama ?                                                                        | 2:00:38 h | KeniaJoseph Kibor Katulit Simon Chemoiywo William Sigei Paul Mbugua Patrick Boiyo                             | 2:00:51 h |
| 23. Nov. 1993 | MarokkoKhalid Boulami Mohamed Issangar Elarbi Khattabi Mohammed Mourhit Salah Hissou                   | 2:01:13 h    | ÄthiopienFita Bayisa Worku Bikila Lemi Erpassa Dube Jillo Chala Kelile                         | 2:01:33 h | Vereinigtes KönigreichAndrew Pearson Dale Laughlin Colin Moore Keith Cullen Martin Jones                      | 2:03:19 h |
| 23. Nov. 1994 | ÄthiopienAbraham Assefa Chala Kelile Lemi Erpassa Ayele Mezgebu Bidelu Kibret                          | 2:00:28 h    | JapanKatsuhiko Hanada Hisayuki Ogawa Jun Hiratsuka Seiichi Miyajima Yasuyuki Watanabe          | 2:00:57 h | Vereinigtes KönigreichPaul Taylor Keith Cullen Barry Royden Spencer Newport Martin Jones                      | 2:01:27 h |
| 23. Nov. 1995 | AustralienRod de Highden Julian Paynter Ray Boyd Robert O’Donnell Sean Quilty                          | 2:01:47 h    | Vereinigtes KönigreichPaul Taylor Keith Cullen Martin Jones Steven Brooks Mark Flint           | 2:02:17 h | JapanKenji Takao Haruo Urata Hisayuki Okawa Tomoaki Kunichika Katsuya Natsume                                 | 2:02:47 h |
| 23. Nov. 1996 | SüdafrikaHendrick Ramaala John Morapedi Simon Morolong Tsunaki Kalamore Shadrack Hoff                  | 2:00:47 h    | Vereinigtes KönigreichPaul Taylor Darrius Burrows Ian Hudspith Ian Gillespie Martin Jones      | 2:01:14 h | BrasilienRonaldo da Costa Wander do Prado Moura Andre Luis Ramos Tomix Alves da Costa Delmir Alves dos Santos | 2:01:33 h |
| 24. Nov. 1997 | KeniaJulius Ondieki Philip Mosima Joseph Kahugu Japhet Kosgei Kipkorir John Gwako                      | 1:59:16 h    | JapanDaisuke Isomatsu Jun Hiratsuka Kōji Shimizu Toshihiro Iwasa Katsuhiko Hanada              | 2:00:55 h | AustralienShaun Creighton Lee Troop Patrick Carroll Julian Dwyer Steve Moneghetti                             | 2:01:21 h |
| 23. Nov. 1998 | JapanOsamu Nara Kenjiro Jitsui Naoki Mishiro Daisuke Chuma Ken’ichi Takahashi                          | 2:00:19 h    | AustralienShaun Creighton David Evans Darren Wilson Kim Gillard Patrick Carroll                | 2:00:39 h | NeuseelandRobert Johnston John Henwood Jonathan Wyatt Martin Blair Richard Potts                              | 2:01:29 h |
| 23. Nov. 1999 | JapanToshiaki Tezuka Koichiro Nagata Takayuki Inubushi Tomohiro Seto Ken’ichi Takahashi                | 2:00:17 h    | SüdafrikaJoanne Biyase Enoch Skosana Mluleki Nobanda Tsunake Kalamore Laban Nkete              | 2:00:22 h | AustralienAndrew Letherby Brett Cartwright Rod de Highden Scott Westcott Patrick Carroll                      | 2:00:48 h |
| 23. Nov. 2000 | JapanKoichiro Nagata Toshihiro Iwasa Toshiaki Tezuka Hiroyuki Ikegaya Ken’ichi Takahashi               | 1:59:47 h    | SüdafrikaEnoch Skosana Tsunaki Kalamore Whaddon Niewoudt Joanne Biyase Josiah Bembe            | 2:01:28 h | AustralienDean Cavuoto Michael Power Rod de Highden Craig Mottram Sisay Bezabeh                               | 2:03:07 h |
| 23. Nov. 2001 | SüdafrikaEnoch Skosana Enos Matelane Whaddon Niewoudt Vincent Kutoane George Mofokeng                  | 2:01:56 h    | JapanTakayuki Matsumiya Toshihiro Iwasa Yoshitaka Iwamizu Atsushi Fujita Shigeru Aburaya       | 2:02:08 h | BrasilienValdenor dos Santos Celso Ficagna Marílson dos Santos Rômulo Wagner Israel dos Anjos                 | 2:02:14 h |
| 23. Nov. 2002 | ÄthiopienDejene Birhanu Kenenisa Bekele Abebe Dinkesa Gebregziabher Gebremariam Sileshi Sihine         | 1:57:56 h    | KeniaJulius Maina Simon Maina Samuel Kabiru Jackson Gachiuri Julius Gitahi                     | 2:00:17 h | JapanYoji Yamaguchi Yoshitaka Iwamizu Naoki Mishiro Atsushi Satō Shigeru Aburaya                              | 2:00:21 h |
| 24. Nov. 2003 | ÄthiopienDejene Birhanu Hailu Mekonnen Gebregziabher Gebremariam Markos Geneti Sileshi Sihine          | 1:55:59 h    | KeniaMartin Mathathi James Ndungu Francis Mwihia Simon Maina Julius Maina                      | 1:58:56 h | JapanKenta Oshima Yoshitaka Iwamizu Shigeru Aburaya Yuki Nakamura Kenji Noguchi                               | 2:01:53 h |
| 23. Nov. 2004 | ÄthiopienAbera Chane Markos Geneti Gebregziabher Gebremariam Maregu Zewdie Abebe Dinkesa               | 1:56:57 h    | KeniaMartin Mathathi Philip Mosima Julius Maina William Kiptoo Kirui Josphat Ndambiri          | 1:59:03 h | JapanTerukazu Omori Fumikazu Kobayashi Toshinari Suwa Tomoaki Kunichika Shigeru Aburaya                       | 2:01:43 h |
| 23. Nov. 2005 | KeniaJosphat Ndambiri Martin Mathathi Daniel Muchunu Mwangi Mekubo Mogusu Onesmus Nyerere John Kariuki | 1:57:06 h WR | JapanTakayuki Matsumiya Yuki Sato Atsushi Satō Kazuo Ietani Michitaka Hosokawa Takanobu Ōtsubo | 1:58:58 h | Vereinigte StaatenRyan Hall Matt Gonzales Ian Dobson Brian Sell Fernando Cabada Josh Moen                     | 1:59:08 h |
| 23. Nov. 2006 | KeniaMartin Mathathi Gideon Ngatuny Josphat Ndambiri Sammy Korir Mekubo Mogusu Cyrus Njui              | 1:57:58 h    | JapanYuki Sato Hideaki Date Yoshinori Oda Atsushi Satō Hiroyuki Ono Kensuke Takezawa           | 2:00:01 h | Vereinigte StaatenEd Moran Andrew Carlson Fasil Bizuneh Josh Moen Patrick Tarpy Ryan Sheehan                  | 2:01:56 h |

| Datum         | 1. Platz                                                                                                 | Zeit      | 2. Platz | Zeit      | 3. Platz | Zeit      |
| ------------- | --- | --------- | --- | --------- | --- | --------- |
| 18. Dez. 1988 | NeuseelandMarguerite Buist Jackie Goodman Anne Hannam Sonia Barry Lesley Morton Lorraine Moller          | 2:15:49 h | Vereinigte StaatenBrenda Webb Cathie Twomey Linda Begley Annette Peters Annie Schweitzer Colette Murphy                            | 2:17:09 h | AustralienCarolyn Schuwalow Jacqueline Perkins Susan Hobson Lindy-Jane Trezise Maree McDonagh Joy Terry            | 2:18:01 h |
| 16. Dez. 1990 | RumänienAnuța Cătună Elena Fidatov Viorica Ghican Mariana Chirila Georgeta State Iulia Olteanu           | 2:17:39 h | JapanAkemi Matsuno Miwako Matsutani Miki Igarashi Yuki Tamura Yoshie Terasawa Sadako Hayakawa                                      | 2:17:42 h | ÄthiopienTigist Moreda Genet Gebregiorgis Fatuma Roba Ejigayehu Worku Luchia Yishak Derartu Tulu                   | 2:18:31 h |
| 15. Dez. 1991 | KeniaJane Ngotho Tegla Loroupe Delilah Asiago Pauline Konga Mellen Munyoro Hellen Kimaiyo Kipkoskei      | 2:15:02 h | SowjetunionMarina Rodtschenkowa Olga Bondarenko Nadeschda Iljina Olena Schupijewa-Wjasowa Natalja Sorokiwskaja Tetjana Posdnjakowa | 2:17:14 h | JapanMiki Igarashi Natsue Koikawa Yoko Saito Miwako Matsutani Mikiko Okuni Mariko Hara                             | 2:17:16 h |
| 23. Nov. 1992 | JapanMidori Fumoto Harumi Suzuki Izumi Maki Junko Asari Miyoko Asahina Yukiko Kiyomiya                   | 2:18:13 h | ÄthiopienBerhane Adere Tigist Moreda Fatuma Roba Merima Denboba Gete Wami Luchia Yishak                                            | 2:18:26 h | SüdafrikaColleen De Reuck Lydia Mofula Nicole Fuller ? Frith van der Merwe Gwen Griffiths                          | 2:20:56 h |
| 23. Nov. 1993 | JapanMiyoko Asahina Megumi Fujiwara Junko Kataoka Mariko Hara Kayoko Nishiyama Mahomi Muranaka           | 2:17:57 h | RusslandTatjana Pentukowa Nina Belikowa Olga Bondarenko Jelena Kopytowa Olga Tschurbanowa Jelena Romanowa                          | 2:19:52 h | AustralienMichelle Dillon Susie Power Kerryn McCann Emma Carney Maryann Murray ?                                   | 2:21:26 h |
| 23. Nov. 1994 | JapanMariko Hara Michiko Shimizu Junko Kataoka Atsumi Yashima Chiemi Takahashi Miki Igarashi             | 2:15:31 h | RusslandNadeschda Tatarenkowa Nina Belikowa Alla Schiljajewa Tatjana Pentukowa Jelena Kaledina Olga Tschurbanowa                   | 2:18:12 h | KeniaLydia Cheromei Rose Cheruiyot Sally Barsosio ? Jacqueline Okemwa                                              | 2:19:41 h |
| 23. Nov. 1995 | JapanMahomi Muranaka Tomoko Morigaki Masako Chiba Michiko Shimizu Chiemi Takahashi Midori Fumoto         | 2:16:44 h | Volksrepublik ChinaYang Siju Liang Ying Zheng Guixia Li Wei Wang Mingxia ?                                                         | 2:17:51 h | RumänienElena Murgoci Denisa Costescu Luminita Gogirlea Lelia Deselnicu ? Mariana Chirila                          | 2:20:26 h |
| 23. Nov. 1996 | JapanMasako Chiba Harumi Hiroyama Chiemi Takahashi Michiko Shimizu Hiromi Suzuki Yuko Kawakami           | 2:13:50 h | Volksrepublik ChinaLiang Ying Liu Shixiang Ren Xiujuan Zheng Guixia Hao Jianhua Liu Jianying                                       | 2:16:42 h | RumänienMariana Chirila Iulia Ionescu Nuța Olaru Cristina Casandra Viorica Ghican Luminita Gogirlea                | 2:17:48 h |
| 24. Nov. 1997 | JapanMasae Ueoka Megumi Tanaka Chiemi Takahashi Takami Ōminami Rie Matsuoka Naoko Takahashi              | 2:14:05 h | Volksrepublik ChinaWang Mingxia Liu Jianying Yang Siju Li Wei Wang Xiujie Hao Jianhua                                              | 2:17:20 h | RumänienAlina Gherasim Elena Iagăr Aurica Buia Stela Olteanu Cristina Casandra Nuța Olaru                          | 2:18:13 h |
| 23. Nov. 1998 | JapanYoshiko Ichikawa Mari Ozaki Hiromi Katayama Aki Fujikawa Emiko Kojima Eri Yamaguchi                 | 2:16:11 h | Volksrepublik ChinaSun Yingjie ? Dong Zhaoxia Cui Guomei Guo Ping Wang Dongmei                                                     | 2:19:25 h | RumänienAlina Gherasim Elena Iagăr Luminița Talpoș Iulia Ionescu Denisa Costescu ?                                 | 2:20:15 h |
| 23. Nov. 1999 | JapanReiko Tosa Rie Ueno Emiko Kojima Michiko Shimizu Sachie Ozaki Mari Ozaki                            | 2:15:36 h | RusslandLjudmila Biktaschewa Olga Jegorowa Firaja Sultanowa-Schdanowa Marija Pantjuchowa Margarita Marussowa Klara Katschapowa     | 2:17:08 h | Volksrepublik ChinaDong Zhaoxia Wang Chunmei Ai Dongmei Ren Xiujuan Lu Jingbo Zheng Guixia                         | 2:17:18 h |
| 23. Nov. 2000 | JapanIkumi Nagayama Mari Ozaki Haruko Okamoto Mami Kusunoki Kayoko Fukushi Megumi Tanaka                 | 2:15:30 h | ÄthiopienEyerusalem Kuma Ejegayehu Dibaba Elfenesh Alemu Harege Sidelil Yimenashu Taye Merima Hashim                               | 2:17:30 h | KeniaRuth Kutol Masila Ndunge Jacqueline Okemwa Pamela Ruto Florence Ndukukyalo Sally Barsosio                     | 2:18:18 h |
| 23. Nov. 2001 | JapanKayoko Fukushi Akiko Kawashima Yasuyo Iwamoto Yōko Shibui Haruko Okamoto Megumi Tanaka              | 2:13:33 h | ÄthiopienLeila Aman Werknesh Kidane Teyba Erkesso Merima Denboba Meseret Defar Mestawet Tufa                                       | 2:14:26 h | RusslandOlga Romanowa Olga Jegorowa Ljudmila Biktaschewa Silwija Skworzowa Ljudmila Petrowa Anastassija Subowa     | 2:17:00 h |
| 23. Nov. 2002 | ÄthiopienDerartu Tulu Merima Denboba Eyerusalem Kuma Tirunesh Dibaba Meseret Defar Werknesh Kidane       | 2:14:07 h | JapanKazue Ogoshi Kayoko Fukushi Takako Kotorida Noriko Takahashi Mika Okunaga Yuko Manabe                                         | 2:14:42 h | RumänienMihaela Botezan Constantina Diță Luminița Talpoș Iulia Olteanu Maria Cristina Grosu Daniela Petrescu       | 2:16:37 h |
| 24. Nov. 2003 | ÄthiopienBerhane Adere Tirunesh Dibaba Eyerusalem Kuma Ejegayehu Dibaba Meseret Defar Werknesh Kidane    | 2:11:22 h | KeniaLucy Wangui Kabuu Esther Wanjiru Maina Mary Wangari Felista Wambui Wanjuku Milka Wanja Ruth Wanjiru                           | 2:15:37 h | JapanKayoko Fukushi Miho Notagashira Aki Fujikawa Megumi Tanaka Makiko Kawashima Mari Ozaki                        | 2:15:40 h |
| 23. Nov. 2004 | ÄthiopienEyerusalem Kuma Meselech Melkamu Ejegayehu Dibaba Sentayehu Ejigu Meseret Defar Tirunesh Dibaba | 2:11:54 h | JapanHiromi Ōminami Takako Kotorida Yōko Shibui Mari Ozaki Megumi Oshima Yuki Saito                                                | 2:14:15 h | KeniaJane Wanjiku Mary Mureithi Wangari Lucy Wangui Kabuu Evelyn Kimuria Felista Wambui Wanjuku Julia Mumbi Muraga | 2:15:17 h |
| 23. Nov. 2005 | KeniaPhiles Ongori Eveline Wambui Jane Wanjiku Catherine Ndereba Mary Mureithi Wangari Eveline Kimwei    | 2:13:33 h | ÄthiopienGelete Burka Deriba Alemu Sentayehu Ejigu Bezunesh Bekele Meselech Melkamu Workitu Ayanu                                  | 2:14:16 h | RusslandLjudmila Petrowa Lidija Grigorjewa Jelena Sadoroschnaja Inga Abitowa Lilija Schobuchowa Marija Konowalowa  | 2:14:48 h |
| 23. Nov. 2006 | KeniaPhiles Ongori Eveline Kimwei Selly Chepyego Catherine Ndereba Jane Wanjiku Lucy Wangui Kabuu        | 2:13:35 h | RusslandLilija Schobuchowa Inga Abitowa Olessja Syrjewa Lidija Grigorjewa Galina Bogomolowa Marija Konowalowa                      | 2:14:51 h | JapanNoriko Matsuoka Madoka Ogi Mizuho Nasukawa Yuri Kanō Ryōko Kizaki Kumi Akaishi                                | 2:17:00 h |

| Datum         | 1. Platz                                                                                                | Zeit      | 2. Platz                                                                                                   | Zeit      | 3. Platz | Zeit      |
| ------------- | --- | --------- | --- | --------- | --- | --------- |
| 23. Nov. 2007 | JapanYuichiro Ueno Kayoko Fukushi Kenji Noguchi Megumi Kinukawa Kensuke Takezawa Yukiko Akaba           | 2:05:56 h | KeniaMoses Masai Emily Chebet Barnabas Sigei Catherine Kirui Joseph Birech Catherine Ndereba               | 2:07:06 h | RusslandSergei Iwanow Jelena Sadoroschnaja Jewgeni Rybakow Olessja Syrjewa Anatoli Rybakow Lilija Schobuchowa        | 2:08:00 h |
| 24. Nov. 2008 | ÄthiopienAli Abdosh Sule Utura Dejen Gebremeskel Belaynesh Fikadu Hunegnaw Mesfin Tsega Gelaw           | 2:05:27 h | JapanYusei Nakao Yuriko Kobayashi Naoki Okamoto Yuko Shimizu Takayuki Matsumiya Mizuho Nasukawa            | 2:06:39 h | RusslandGrigori Andrejew Lilija Schobuchowa Jewgeni Rybakow Olessja Syrjewa Anatoli Rybakow Marija Konowalowa        | 2:08:04 h |
| 23. Nov. 2009 | JapanYuichiro Ueno Yuriko Kobayashi Kensuke Takezawa Yukiko Akaba Atsushi Satō Yurika Nakamura          | 2:05:58 h | Universitätsteam JapanRyuji Kashiwabara Kazue Kojima Yo Yazawa Yuika Mori Takuya Ishikawa Hikari Yoshimoto | 2:07:47 h | KeniaNicholas Manza Kamakya Fridah Domongole Boaz Mayaka Iness Chenonge Abel Kirui Catherine Ndereba                 | 2:08:34 h |
| 23. Nov. 2010 | Universitätsteam JapanTaku Fujimoto Risa Takenaka Yo Yazawa Kasumi Nishihara Shota Hiraga Hanae Tanaka  | 2:07:52 h | KeniaVincent Yator Mercy Njoroge Titus Mbishei Risper Gesabwa Boaz Mayaka Pauline Korikwiang               | 2:08:06 h | JapanYuichiro Ueno Yuriko Kobayashi Yuki Sato Tomoka Inadomi Tsuyoshi Ugachi Yuko Shimizu                            | 2:08:12 h |
| 23. Nov. 2011 | KeniaThomas Longosiwa Lydia Mathathi Patrick Mutunga Mwikya Pauline Kahenya Edwin Mokua Pamela Lisoreng | 2:04:40 h | JapanYuichiro Ueno Kasumi Nishihara Kensuke Takezawa Yuriko Kobayashi Tetsuya Yoroizaka Hitomi Niiya       | 2:04:59 h | Universitätsteam JapanSuguru Ōsako Risa Takenaka Shinobu Kubota Hikari Yoshimoto Takehiro Deki Sayo Nomura           | 2:07:26 h |
| 23. Nov. 2012 | KeniaThomas Longosiwa Gladys Cherono Edwin Soi Priscah Jeptoo Philip Mosima Joyce Chepkirui             | 2:05:06 h | JapanSuguru Ōsako Mika Yoshikawa Shinobu Kubota Misaki Onishi Yuichiro Ueno Hitomi Niiya                   | 2:05:16 h | Vereinigte StaatenJames Strang Chelsea Reilly Jacob Riley Emma Kertesz Galen Rupp Neely Spence                       | 2:06:36 h |
| 23. Nov. 2013 | KeniaJoseph Ebuya Caroline Nyakagwa Daniel Muteti Esther Ndiema Edwin Mokua Emily Chebet                | 2:03:59 h | JapanSuguru Ōsako Risa Kikuchi Tsuyoshi Ugachi Misaki Onishi Yuki Sato Sayuri Oka                          | 2:07:13 h | RusslandJegor Nikolajew Gulschat Faslitdinowa Jewgeni Rybakow Natalja Aristarchowa Anatoli Rybakow Ljudmila Lebedewa | 2:07:22 h |
| 24. Nov. 2014 | JapanKenta Murayama Ayuko Suzuki Kōta Murayama Misaki Onishi Minato Oishi Ayumi Hagiwara                | 2:05:53 h | KeniaJulius Ngalyuka Ndiku Damaris Areba Henry Sang Shelmith Nyawira Muriuki Mathew Kisorio Mercy Kibarus  | 2:06:29 h | Universitätsteam JapanTadashi Isshiki Saori Noda Ken Yokote Natsuki Omori Kentaro Hirai Rina Nabeshima               | 2:07:16 h |

### Abschnittsbestzeiten
Streckenrekorde auf der zuletzt gelaufenen Strecke (2007–2014).
| Etappe | Länge    | Zeit      | Läufer           | Land       | Jahr |
| ------ | -------- | --------- | ---------------- | ---------- | ---- |
| 1      | 5 km     | 13:22 min | Moses Masai      | Kenia      | 2007 |
| 2      | 5 km     | 14:54 min | Gladys Cherono   | Kenia      | 2012 |
| 3      | 10 km    | 28:04 min | Zane Robertson   | Neuseeland | 2013 |
| 4      | 5 km     | 15:34 min | Belaynesh Fikadu | Äthiopien  | 2008 |
| 4      | 5 km     | 15:34 min | Yukiko Akaba     | Japan      | 2009 |
| 5      | 10 km    | 27:42 min | Mathew Kisorio   | Kenia      | 2014 |
| 6      | 7,195 km | 22:05 min | Joyce Chepkirui  | Kenia      | 2012 |